# 門口正人
門口 正人（もんぐち まさひと、1945年 - ）は、日本の元裁判官。兵庫県西宮市出身。甲陽学院高等学校（45回卒）を経て東京大学法学部第1類（私法コース）卒業。元名古屋高等裁判所長官。

## 経歴
- 1964年3月　甲陽学院高等学校卒業
- 1969年6月　東京大学法学部第1類（公法コース）卒業[1]。学位は法学士
- 1971年‐1984年　大阪、京都、東京、札幌各地方裁判所、人事局付
- 1984年　最高裁判所調査官
- 1989年　内閣法制局参事官
- 1994年-1995年　東京高等裁判所判事
- 1995年-2002年　東京地方裁判所部総括判事・民事部所長代行
- 2002年-2003年　静岡地方裁判所所長
- 2003年-2007年　東京高等裁判所部総括判事
- 2007年-2009年　東京家庭裁判所所長
- 2009年-2010年　名古屋高等裁判所長官（2010年12月31日定年退官）

現在は昭和女子大学理事。